# 武藤真祐
武藤真祐（Muto Shinsuke， 1971年5月9日—），日本医师。生于日本琦玉县 。现为医疗法人社团铁祐会理事长，Tetsuyu Healthcare Holdings，Pte Ltd（新加坡）的共同创始人及医疗总监，株式会社诚祐医疗董事长，株式会社地域医疗保健连携基盘董事长，NPO法人医疗保健领导力研究会理事长，NPO法人日本医疗政策机构理事。医学博士，心内科专科医师，美国医师国家考试合格（加利福尼亚州），美国公认会计师（特拉华州）。
厚生劳动省 信息政策顾问 。东京医疗和牙科大学 临床医学教育和发展专业的临床教授就任。内阁官房IT综合战略总部 新战略促进专门调查委员会的医疗和卫生委员会成员 ，厚生劳动省 缓和治疗促进委员会成员 ，总务省 的智慧白金社会促进会议成员 ，内阁府 经济和财政政策咨询会议“选择未来”委员会“人的活跃工作组”成员 ，等历任职位。
2015年12月，为表彰其，促进医疗科学的发展，并带来革新性的极大有益于人们的健康的成果，被第二次评选为年度创新者。

## 职业生涯
东京大学医学部毕业后，历任三井纪念医院心脏科医师， 宫内厅侍从职侍医后，2005年作为经营咨询顾问进入麦肯锡公司 。
退职后，在2010年，在东京都文京区设立祐家庭诊所，提供居家疗养支援诊疗服务。2011年，为构筑以家庭护理为基点的老年人全面生活支持平台，设立一般社团法人“高龄先进国模式构想会议”。
2011年9月，武藤真祐前往在日本东部大地震中遭受了巨大破环的宫城县石卷城市，并开设了居家疗养支援诊所。在石卷市范围，创立了健康、生活方面的支援团体“石卷医疗圈健康、生活复兴协会”，并活动至今。为肯定祐家庭诊所以及高龄先进国模式构想会议在受灾地区做出的健康、生活方面的复兴重建工作，2013年3月厚生劳动省举办的第一次“延长健康寿命！奖”评选中，联名获得了厚生劳动大臣赏（团体部）。
2019年5月在新加坡举行的「10th Ageing Asia Innovation Forum 2019」中被选为「Global Ageing Influencer」，同时祐家庭诊所被评为「Best Homecare Operator」。

## 简历
- 在1990年
  - 3月- 私立开成高中  毕业
- 在1996年
  - 3月 东京大学医学院 医学系毕业
  - 4月 东京大学医学院附属医院 研修医
- 1997年 6月-三井纪念医院 心脏内科医师
- 在2002年
  - 3月 东京大学研究生院 医学系研究科 内科学专业 博士课程毕业 医学博士
  - 4月 东京大学分子细胞生物学研究所 博士研究员
- 2004年 4月 宫内厅侍从职 侍医
- 2006年 9月- 麦肯锡公司 经营咨询顾问
- 2008年  12月- NPO医疗保健领导力研究会(IHL) 理事长
- 2009年 9月 早稻田大学研究生院金融研究科专业学位课程毕业(MBA)
- 2010年 1月 成立祐家庭诊所 任院长
- 在2011年
  - 3月 设立医疗法人社团铁祐会 任理事长
  - 5月 设立一般社团法人高龄先进国模式构想会议 任代表理事
  - 9月 在受灾区宫城县石卷市成立祐家庭诊所石卷 任院长
  - 10月在受灾区宫城县石卷市设立石卷医疗圈健康、生活复兴协会 任代表
- 在2012年
  - 8月 总务省居家医疗、护理信息协作促进协会 专家委员
  - 12月 总务省ICT超高龄化社会构想会议 成员
- 在2013年
  - 11月 内阁官房 IT综合战略总部 新战略推进专门调查会 医疗、健康委员会 成员
  - 12月 总务省 智慧白金社会推进会议 成员
  - 经济产业省 关东经济产业局  利用东京奥运会和残奥会的区域振兴战略计划审查委员会 成员 [9].
- 在2014年
  - 3月 内阁府 经济财政咨询会议“选择未来”委员会"人的活跃工作组" 成员
  - 7月- 厚生劳动省生部信息政策顾问
  - 12月- 取得欧洲工商管理学院 行政工商管理硕士研究生（MBA）学位
- 在2015
  - 4月 东京医医科齿科大学 临床医学教育和发展专业 临床教授就任
  - 8月 于新加坡 Tetsuyu Healthcare Holdings开始提供服务
  - 12月-荣获第二次 年度创新者称号
- 在2016
  - 4月-出任For・U・Life Co., Ltd. 副总经理
  - 9月 出任株式会社诚祐医疗董事长
- 2018年
  - 5月-取得 约翰霍普金斯大学Bloomberg公共卫生学院 MPH学位
- 2019年
  - 12月 - 荣获第29回「武见奖励赏」

## 著书
- 《医之力》(2012年)、PHP出版 ISBN 456980408X
- 《从居家医疗出发 石卷复兴挑战的731天》(监修，2013年) 日经BP出版社,Inc. ISBN 4822261409
- 《幸福死的推荐-为什么我成为了居家医生-"》(2013年)海龙社Inc. ISBN 4759313109

## 脚注
1. ↑  宇的家庭诊所，有什么新的 （页面存档备份，存于） 宇的家庭诊所，有什么新的。
2. ↑  宇的家庭诊所配置文件 （页面存档备份，存于） 宇的家庭诊所配置文件。
3. ↑  内阁秘书处它的战略总部的新战略，促进委员会的医疗和卫生委员会成员名单 （页面存档备份，存于） -内阁秘书处。
4. ↑  12卫生部、劳动和福利的姑息治疗促进委员会成员名单 （页面存档备份，存于） --卫生部、劳动和福利。
5. ↑  内务部和通信铂社会促进会议的报告 （页面存档备份，存于） -内务部和通信。
6. ↑  理事会在经济和财政政策的一个人的活动的工作组成员名单 （页面存档备份，存于） -内阁。
7. ↑  创新者的情况下获得者介绍页 （页面存档备份，存于） -革新者克拉的金子。
8. ↑  .   [2019-02-06]. （原始内容存档于2019-05-05）.
9. ↑  东京奥运会和残奥会的以利用的区域振兴战略计划审查委员会成员 （页面存档备份，存于） ，关东局经济、贸易和工业。